# José Rivera (Skispringer)
José Ignacio Rivera Marinello (* 29. Dezember 1962 in Barcelona) ist ein ehemaliger spanischer Skispringer.

## Werdegang
Rivera, der für den Verein Esqui Super Molina startete, gab am 30. Dezember 1981 beim Auftaktspringen zur Vierschanzentournee 1981/82 in Oberstdorf sein Debüt im Skisprung-Weltcup. Von Anfang an blieb er jedoch in der höchsten Wettkampfserie erfolglos. Bei der Nordischen Skiweltmeisterschaft 1982 in Oslo sprang er auf den 58. Platz von der Normal- und auf den 55. Platz von der Großschanze. Bei den Olympischen Winterspielen 1984 in Sarajevo, die zugleich als Nordische Skiweltmeisterschaften galten, startete Rivera von beiden Schanzen. Von der Normalschanze erreichte er mit Sprüngen auf 72,5 und 72 Meter den 54. Platz. Beim Springen von der Großschanze sprang er auf 84 und 76 Meter und kam am Ende auf den 48. Platz. In beiden Wettbewerben war er damit bester Teilnehmer seines Landes. Auch in den Weltcup-Springen nach den Olympischen Spielen blieb Rivera durchweg erfolglos und erreichte nur hintere Platzierungen ohne Punktgewinn. Bei der Nordischen Skiweltmeisterschaft 1985 in Seefeld in Tirol erreichte er von der Normalschanze Platz 49 und von der Großschanze Platz 55. Nach einer weiteren erfolglosen Teilnahme an der Vierschanzentournee 1985/86 beendete er seine aktive Skisprungkarriere.